# Oligosarcus robustus
Oligosarcus robustus är en fiskart som beskrevs av Menezes, 1969. Oligosarcus robustus ingår i släktet Oligosarcus och familjen Characidae. Inga underarter finns listade i Catalogue of Life.